# Iulian Erhan
Iulian Erhan (Chișinău, 1º luglio 1986) è un calciatore moldavo, difensore svincolato.

## Palmarès

### Club

#### Competizioni nazionali
- Coppa di Moldavia: 1

Zimbru Chișinău: 2013-2014
- Supercoppa di Moldavia: 1

Zimbru Chisinau: 2014
- Campionato moldavo: 1

Milsami Orhei: 2014-2015
- Cupa Federației: 1

Sfîntul Gheorghe: 2020